# Wenzhou World Trade Center
Wenzhou World Trade Center (en chino simplificado, 温州世贸中心大厦) es un rascacielos de 68 plantas situado en Wenzhou, China. La construcción del edificio comenzó en 2002 y finalizó en 2010. Con una altura de 322 m, se convirtió en el rascacielos más alto de la ciudad. El edificio fue diseñado por RTKL Associates. Está situado en el centro de Wenzhou, en la provincia de Zhejiang. 
Wenzhou World Trade Center es usado como espacio de oficinas y un hotel de lujo.  
Los planes originales de Wenzhou World Trade Center le daban una altura de sólo 260 m (853 ft).